# Lâu đài Orava

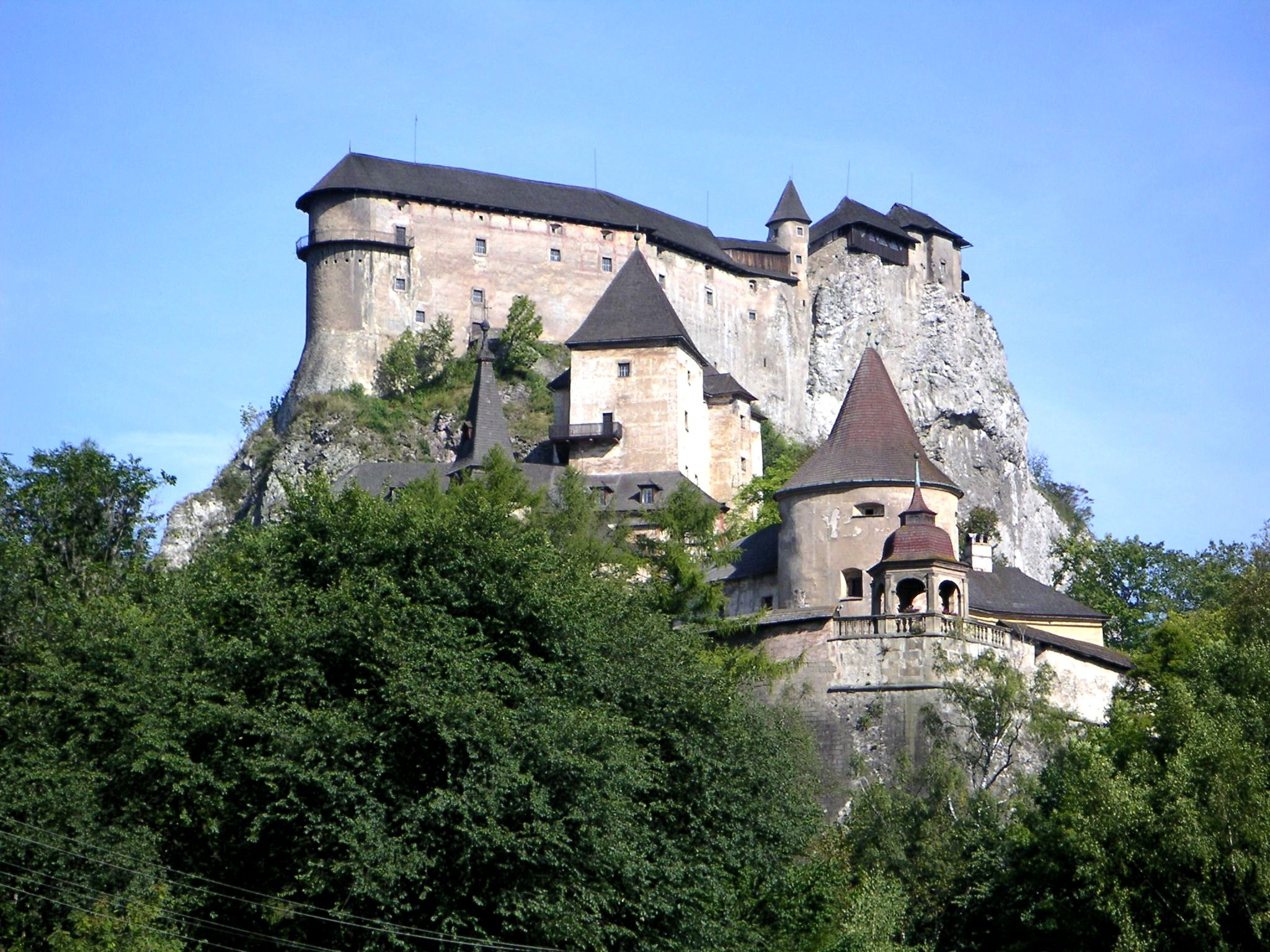
Lâu đài Orava

Lâu đài Orava (tiếng Slovak: Oravský hrad, tiếng Đức: Arwaburg, tiếng Hungary: Árva vára) nằm trên một tảng đá cao cạnh sông Orava ở làng Oravský Podzámok, Slovakia. Lâu đài được xây dựng ở Vương quốc Hungary vào thế kỷ thứ mười ba. Nhiều cảnh của bộ phim Nosferatu năm 1922 đã được quay ở đây.

## Vị trí
Lâu đài nằm trên đỉnh núi cao 112 mét (367 ft), phia dưới là sông Orava.

## Lịch sử

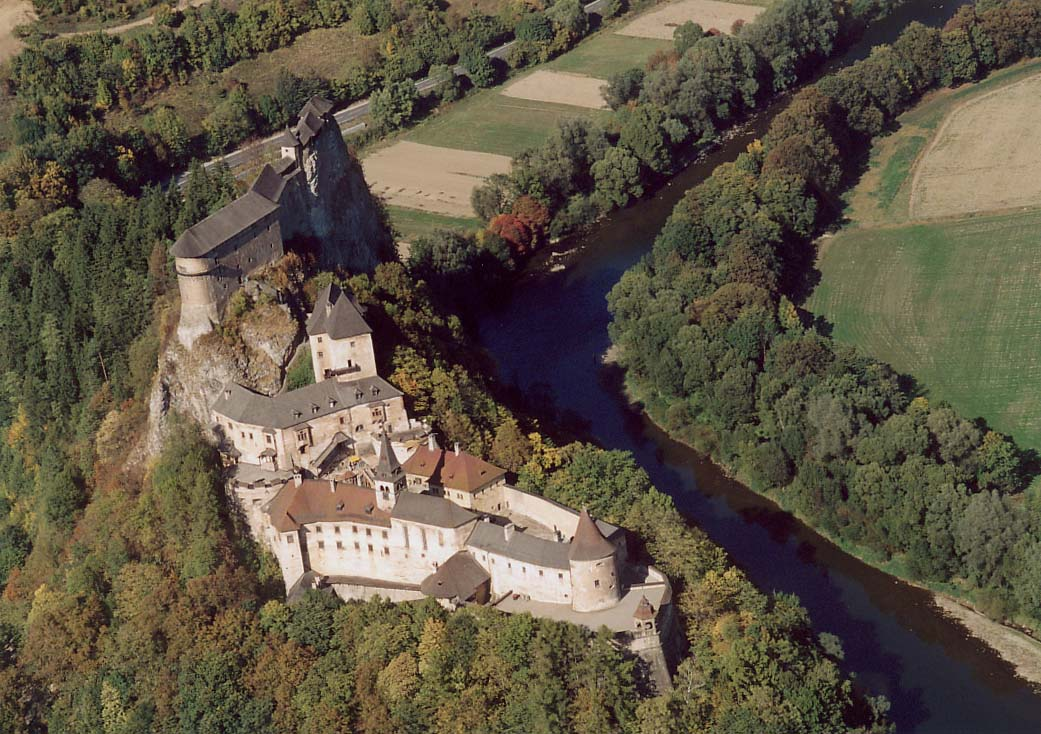
Lâu đài Orava nhìn từ trên cao

Lâu đài Orava nằm trên khu vực của một pháo đài bằng gỗ cũ, được xây dựng sau cuộc xâm lược của người Mông Cổ ở Hungary năm 1241. Lịch sử của nó kể từ đó cho thấy một mô hình quen thuộc về xây dựng, phá hủy, tái thiết, hỏa hoạn, quyền sở hữu khác nhau và các cuộc đấu tranh lãnh thổ. Thiết kế ban đầu là theo phong cách Romanesque và Gothic; sau đó nó được xây dựng lại theo cấu trúc thời Phục hưng và Neo-Gothic.
Trong lịch sử của lâu đài, một thành lũy bằng gỗ đã trở thành một lâu đài có tường bao quanh, trong đó bản ghi đầu tiên có từ năm 1267. Vào thời điểm đó, chỉ có tầng trệt được xây dựng bằng đá, trong khi các tầng trên được làm bằng gỗ. Năm 1370, lâu đài thuộc sở hữu của Vương quốc Hungary. Một tòa tháp nhiều tầng tứ diện được xây dựng ở đây vào thế kỷ 14. Sau năm 1474, Vua Matthew đã ra lệnh xây dựng một quảng trường và một khu nhà ở trong Lâu đài giữa. Các tòa nhà nằm ở phía trước lâu đài.
Năm 1534 John của Dubovec có được lâu đài và trở thành người đứng đầu quận. Ông bắt đầu xây dựng lại lâu đài và xây dựng các công sự mới. Ông ra lệnh xây dựng một tòa tháp nửa vòng trong Lâu đài Thượng mà năm 1539 được theo sau bởi hai pháo đài tròn lớn cho pháo trong Lâu đài Giữa. Nền tảng giữa cũng được cấu hình để bắn đại bác. Vào những năm 1539 - 1543, John của Dubovec đã xây dựng một cung điện năm tầng trong không gian trống giữa tòa tháp và bức tường đá của Lâu đài Thượng. Mối đe dọa của Thổ Nhĩ Kỳ là lý do để xây dựng các công sự mới này. Một cánh cổng mới với một con hào và cây cầu trong Lâu đài Hạ được hoàn thành vào năm 1543. Tháp canh được xây dựng dựa vào các bức tường của lâu đài.
Sau cái chết của John xứ Dubovec, những người thừa kế của ông đã cãi nhau vì quyền thừa kế và tình hình trở nên tồi tệ đến mức lâu đài thậm chí còn trở thành một nhà kho. Nó được trả bởi chủ sở hữu mỏ Ferenc Thurzó. Gia đình ông trùm khai thác Thurzo, người chịu trách nhiệm vào giữa thế kỷ 16, chịu trách nhiệm cho rất nhiều công việc tái thiết, mặc dù hình thức hiện tại của nó không được hoàn thành cho đến năm 1611. Gyorgy Thurzó cũng thực hiện một số sửa chữa quan trọng. Rất nhiều hoạt động xây dựng đã diễn ra tại lâu đài sau khoảng thời gian này. Cầu thang gỗ trong Lâu đài Thượng được thay thế bằng cầu thang đá. Điều tương tự cũng được thực hiện ở cầu thang giữa Trung và Lâu đài Thượng với cầu rút. Một hầm cũng được đào từ đá của tòa lâu đài và một cánh nhà ở một tầng được xây dựng trong Lâu đài Hạ gần bức tường phía tây. Một trong những cái đầu tiên là việc xây dựng một đường hầm giữa cả hai cổng lâu đài, phía trên được hình thành một sân thượng lớn. Sau khi xong việc, ông chuyển khu nhà ở và tòa nhà của Nhà nguyện bắt đầu sử dụng một phần của một số kiến trúc cũ. Việc trang trí nội thất của Nhà nguyện sau đó đã được sắp xếp theo sở thích phù hợp với chủ sở hữu mới của Lâu đài.
Sau cái chết của Erzsébet Czobor, góa phụ của Gyorgy Thurzó, lâu đài trở thành tài sản của các cô con gái của Thurzó, người đã giao quyền quản lý của nó cho một quản trị viên được bầu. Vì những thay đổi về chính trị, xã hội và nền kinh tế, lâu đài dần mất đi những chức năng quan trọng. Chỉ có một vài nhân viên ở lại và các phần không có người ở và không được sử dụng trong lâu đài dần dần xuống cấp. Thảm họa lớn nhất đã ảnh hưởng đến lâu đài vào năm 1800, khi một đám cháy khổng lồ phá hủy tất cả các bộ phận bằng gỗ của lâu đài. Một số vật thể từ Lâu đài Hạ đã được phục hồi sau vụ hỏa hoạn. Tuy nhiên, các vật thể từ Lâu đài Trung và Thượng không được xây dựng lại cho đến năm 1861.
Sau đó nó không còn được sử dụng như một nơi cư trú. Sau một thời gian đổ nát, lâu đài đã trở thành một di tích quốc gia. Triển lãm đầu tiên diễn ra tại Cung điện Thurzo vào năm 1868. Ngày nay, Bảo tàng Orava là một trong những lâu đời nhất ở Slovakia. Các cuộc triển lãm hấp dẫn nhất của nó là những nhà nguyện của Lâu đài, Phòng Hiệp sĩ. Những điểm nổi bật khác bao gồm Phòng trưng bày Tranh, phòng Vũ khí và các bộ sưu tập khoa học, dân tộc học và khảo cổ.